# 柔道日本代表
柔道日本代表は、オリンピック、世界選手権、世界団体、ワールドマスターズ、アジア大会など主要国際大会において、全日本柔道連盟によって選出された男女各階級の日本代表選手のことをいう。

## オリンピック代表

### 男子
| 年     | 軽量級             | 中量級              | 重量級             | 無差別               |                       |                         |                    |                   |
| 1964年 | 中谷雄英 金メダル  | 岡野功 金メダル     | 猪熊功 金メダル    | 神永昭夫 銀メダル    |                       |                         |                    |                   |
| 年     | 軽量級             | 軽中量級            | 中量級             | 軽重量級             | 重量級                | 無差別                  |                    |                   |
| 1972年 | 川口孝夫 金メダル  | 野村豊和 金メダル   | 関根忍 金メダル    | 笹原富美雄 2回戦敗退 | 西村昌樹 銅メダル     | 篠巻政利 2回戦敗退      |                    |                   |
| 1976年 | 南喜陽 2回戦敗退   | 蔵本孝二 銀メダル   | 園田勇 金メダル    | 二宮和弘 金メダル    | 遠藤純男 銅メダル     | 上村春樹 金メダル       |                    |                   |
| 年     | 60kg以下級         | 65kg以下級          | 71kg以下級         | 78kg以下級           | 86kg以下級            | 95kg以下級              | 95kg超級           | 無差別            |
| 1980年 | 森脇保彦           | 柏崎克彦            | 香月清人           | 藤猪省三             | 恵谷正雄              | 河原月夫                | 山下泰裕           | 山下泰裕          |
| 1984年 | 細川伸二 金メダル  | 松岡義之 金メダル   | 中西英敏 5位       | 高野裕光 5位         | 野瀬清喜 銅メダル     | 三原正人 7位            | 斉藤仁 金メダル    | 山下泰裕 金メダル |
| 年     | 60kg以下級         | 65kg以下級          | 71kg以下級         | 78kg以下級           | 86kg以下級            | 95kg以下級              | 95kg超級           |                   |
| 1988年 | 細川伸二 銅メダル  | 山本洋祐 銅メダル   | 古賀稔彦 3回戦敗退 | 岡田弘隆 3回戦敗退   | 大迫明伸 銅メダル     | 須貝等 2回戦敗退        | 斉藤仁 金メダル    |                   |
| 1992年 | 越野忠則 銅メダル  | 丸山顕志 7位        | 古賀稔彦 金メダル  | 吉田秀彦 金メダル    | 岡田弘隆 銅メダル     | 甲斐康浩 7位            | 小川直也 銀メダル  |                   |
| 1996年 | 野村忠宏 金メダル  | 中村行成 銀メダル   | 中村兼三 金メダル  | 古賀稔彦 銀メダル    | 吉田秀彦 5位          | 中村佳央 7位            | 小川直也 5位       |                   |
| 年     | 60kg以下級         | 66kg以下級          | 73kg以下級         | 81kg以下級           | 90kg以下級            | 100kg以下級             | 100kg超級          |                   |
| 2000年 | 野村忠宏 金メダル  | 中村行成 7位        | 中村兼三 9位       | 瀧本誠 金メダル      | 吉田秀彦 9位          | 井上康生 金メダル       | 篠原信一 銀メダル  |                   |
| 2004年 | 野村忠宏 金メダル  | 内柴正人 金メダル   | 高松正裕 1回戦敗退 | 塘内将彦 11位        | 泉浩 銀メダル         | 井上康生 9位            | 鈴木桂治 金メダル  |                   |
| 2008年 | 平岡拓晃 2回戦敗退 | 内柴正人 金メダル   | 金丸雄介 7位       | 小野卓志 1回戦敗退   | 泉浩 2回戦敗退        | 鈴木桂治 1回戦敗退      | 石井慧 金メダル    |                   |
| 2012年 | 平岡拓晃 銀メダル  | 海老沼匡 銅メダル   | 中矢力 銀メダル    | 中井貴裕 5位         | 西山将士 銅メダル     | 穴井隆将 2回戦敗退      | 上川大樹 2回戦敗退 |                   |
| 2016年 | 高藤直寿 銅メダル  | 海老沼匡 銅メダル   | 大野将平 金メダル  | 永瀬貴規 銅メダル    | ベイカー茉秋 金メダル | 羽賀龍之介 銅メダル     | 原沢久喜 銀メダル  |                   |
| 2021年 | 高藤直寿 金メダル  | 阿部一二三 金メダル | 大野将平 金メダル  | 永瀬貴規 金メダル    | 向翔一郎 3回戦敗退    | ウルフ・アロン 金メダル | 原沢久喜 5位       |                   |
| 2024年 | 永山竜樹 銅メダル  | 阿部一二三 金メダル | 橋本壮市 銅メダル  | 永瀬貴規 金メダル    | 村尾三四郎 銀メダル   | ウルフ・アロン 7位      | 斉藤立 5位         |                   |

(出典、)

### 女子
| 年                | 48kg以下級          | 52kg以下級         | 56kg以下級          | 61kg以下級         | 66kg以下級         | 72kg以下級           | 72kg超級            |
| ----------------- | ------------------- | ------------------ | ------------------- | ------------------ | ------------------ | -------------------- | ------------------- |
| 1988年 (公開競技) | 江崎史子 銀メダル   | 山口香 銅メダル    | 不出場              | 持田典子 銅メダル  | 佐々木光 金メダル  | 田辺陽子 銅メダル    | 不出場              |
| 1992年            | 田村亮子 銀メダル   | 溝口紀子 銀メダル  | 立野千代里 銅メダル | 小林貴子 1回戦敗退 | 藤本涼子 1回戦敗退 | 田辺陽子 銀メダル    | 坂上洋子 銅メダル   |
| 1996年            | 田村亮子 銀メダル   | 菅原教子 銅メダル  | 溝口紀子 9位        | 恵本裕子 金メダル  | 一見理沙 2回戦敗退 | 田辺陽子 銀メダル    | 阿武教子 1回戦敗退  |
| 年                | 48kg以下級          | 52kg以下級         | 57kg以下級          | 63kg以下級         | 70kg以下級         | 78kg以下級           | 78kg超級            |
| 2000年            | 田村亮子 金メダル   | 楢崎教子 銀メダル  | 日下部基栄 銅メダル | 前田桂子 2回戦敗退 | 上野雅恵 9位       | 阿武教子 2回戦敗退   | 山下まゆみ 銅メダル |
| 2004年            | 谷亮子 金メダル     | 横澤由貴 銀メダル  | 日下部基栄 9位      | 谷本歩実 金メダル  | 上野雅恵 金メダル  | 阿武教子 金メダル    | 塚田真希 金メダル   |
| 2008年            | 谷亮子 銅メダル     | 中村美里 銅メダル  | 佐藤愛子 7位        | 谷本歩実 金メダル  | 上野雅恵 金メダル  | 中沢さえ 2回戦敗退   | 塚田真希 銀メダル   |
| 2012年            | 福見友子 5位        | 中村美里 1回戦敗退 | 松本薫 金メダル     | 上野順恵 銅メダル  | 田知本遥 7位       | 緒方亜香里 2回戦敗退 | 杉本美香 銀メダル   |
| 2016年            | 近藤亜美 銅メダル   | 中村美里 銅メダル  | 松本薫 銅メダル     | 田代未来 5位       | 田知本遥 金メダル  | 梅木真美 2回戦敗退   | 山部佳苗 銅メダル   |
| 2021年            | 渡名喜風南 銀メダル | 阿部詩 金メダル    | 芳田司 銅メダル     | 田代未来 2回戦敗退 | 新井千鶴 金メダル  | 濵田尚里 金メダル    | 素根輝 金メダル     |
| 2024年            | 角田夏実 金メダル   | 阿部詩 2回戦敗退   | 舟久保遥香 銅メダル | 高市未来 2回戦敗退 | 新添左季 7位       | 高山莉加 5位         | 素根輝 7位          |

(出典、JudoInside.com)

## オリンピック団体戦代表
| 年   | 男女混合 |
| ---- | --- |
| 2021 | 銀メダル 阿部詩 芳田司 大野将平 新井千鶴 向翔一郎 素根輝 ウルフ・アロン                                                             |
| 2024 | 銀メダル 角田夏実 阿部詩 舟久保遥香 阿部一二三 橋本壮市 高市未来 新添左季 永瀬貴規 村尾三四郎 高山莉加 素根輝 ウルフ・アロン 斉藤立 |

(出典、JudoInside.com)

## 世界選手権代表

### 男子
| 年     | 無差別              |                     |                    |                      |                        |                         |                      |                     |
| 1956   | 夏井昇吉 金メダル   |                     |                    |                      |                        |                         |                      |                     |
| 1956   | 吉松義彦 銀メダル   |                     |                    |                      |                        |                         |                      |                     |
| 1958   | 曽根康治 金メダル   |                     |                    |                      |                        |                         |                      |                     |
| 1958   | 神永昭夫 銀メダル   |                     |                    |                      |                        |                         |                      |                     |
| 1958   | 山舗公義 銅メダル   |                     |                    |                      |                        |                         |                      |                     |
| 1961   | 曽根康治 銀メダル   |                     |                    |                      |                        |                         |                      |                     |
| 1961   | 古賀武 銅メダル     |                     |                    |                      |                        |                         |                      |                     |
| 1961   | 神永昭夫 5位        |                     |                    |                      |                        |                         |                      |                     |
| 年     | 軽量級              | 中量級              | 重量級             | 無差別               |                        |                         |                      |                     |
| 1965   | 松田博文 金メダル   | 岡野功 金メダル     | 松永満雄 銀メダル  | 猪熊功 金メダル      |                        |                         |                      |                     |
| 1965   | 湊谷弘 銀メダル     | 山中圏一 銀メダル   | 坂口征二 銅メダル  | 加藤雅晴 5位         |                        |                         |                      |                     |
| 年     | 軽量級              | 軽中量級            | 中量級             | 軽重量級             | 重量級                 | 無差別                  |                      |                     |
| 1967   | 重岡孝文 金メダル   | 湊谷弘 金メダル     | 丸木英二 金メダル  | 佐藤宣践 金メダル    | 前島延行 銀メダル      | 松永満雄 金メダル       |                      |                     |
| 1967   | 松田博文 銀メダル   | 中谷雄英 銅メダル   | 遠刕信一 銅メダル  | 佐藤治 銀メダル      | 松阪猛 銅メダル        | 篠巻政利 銅メダル       |                      |                     |
| 1969   | 園田義男 金メダル   | 湊谷弘 金メダル     | 園田勇 金メダル    | 笹原富美雄 金メダル  | 須磨周司 金メダル      | 篠巻政利 金メダル       |                      |                     |
| 1969   | 野村豊和 銀メダル   | 河野義光 銀メダル   | 平尾勝司 銀メダル  | 川端智幸 銅メダル    | 松永満雄 銅メダル      | 佐藤宣践 銅メダル       |                      |                     |
| 1971   | 川口孝夫 金メダル   | 津沢寿志 金メダル   | 藤猪省三 金メダル  | 笹原富美雄 金メダル  | 岩田久和 銅メダル      | 篠巻政利 金メダル       |                      |                     |
| 1971   | 野村豊和 銀メダル   | 湊谷弘 銀メダル     | 重松義成 銀メダル  | 佐藤宣践 銀メダル    | 岩釣兼生 3回戦敗退     | 関根忍 銅メダル         |                      |                     |
| 1973   | 南喜陽 金メダル     | 野村豊和 金メダル   | 藤猪省三 金メダル  | 佐藤宣践 金メダル    | 高木長之助 金メダル    | 二宮和弘 金メダル       |                      |                     |
| 1973   | 川口孝夫 銀メダル   | 吉村和郎 銅メダル   | 重松義成 銀メダル  | 上口孝文 銅メダル    | 篠巻政利 1回戦敗退     | 上村春樹 銀メダル       |                      |                     |
| 1975   | 南喜陽 金メダル     | 秋本勝則 銅メダル   | 藤猪省三 金メダル  | 石橋道紀 銀メダル    | 遠藤純男 金メダル      | 上村春樹 金メダル       |                      |                     |
| 1975   | 柏崎克彦 銀メダル   | 蔵本孝二 銅メダル   | 原吉実 銀メダル    | 岩田久和 4回戦敗退   | 高木長之助 銅メダル    | 二宮和弘 銀メダル       |                      |                     |
| 年     | 60kg以下級          | 65kg以下級          | 71kg以下級         | 78kg以下級           | 86kg以下級             | 95kg以下級              | 95kg超級             | 無差別              |
| 1977年 | 森脇保彦            | 南喜陽              | 吉村和郎           | 藤猪省三             | 園田勇                 | 二宮和弘                | 山下泰裕             | 遠藤純男            |
| 1979   | 森脇保彦 銅メダル   | 佐原恭輔 銅メダル   | 香月清人 金メダル  | 藤猪省三 金メダル    | 高橋政男 銅メダル      | 石川裕章 5位            | 山下泰裕 金メダル    | 遠藤純男 金メダル   |
| 1981   | 森脇保彦 金メダル   | 柏崎克彦 金メダル   | 香月清人 1回戦敗退 | 加瀬次郎 銀メダル    | 野瀬清喜 銀メダル      | 三原正人 2回戦敗退      | 山下泰裕 金メダル    | 山下泰裕 金メダル   |
| 1983   | 原口謙一 銅メダル   | 松岡義之 銀メダル   | 中西英敏 金メダル  | 日陰暢年 金メダル    | 野瀬清喜 銅メダル      | 諏訪剛 1回戦敗退        | 山下泰裕 金メダル    | 斎藤仁 金メダル     |
| 1985   | 細川伸二 金メダル   | 松岡義之 銅メダル   | 西田孝宏 7位       | 日陰暢年 金メダル    | 高橋政男 7位           | 須貝等 金メダル         | 斎藤仁 銀メダル      | 正木嘉美 金メダル   |
| 1987   | 細川伸二 銀メダル   | 山本洋祐 金メダル   | 古賀稔彦 銅メダル  | 岡田弘隆 金メダル    | 村田正夫 銅メダル      | 須貝等 金メダル         | 正木嘉美 1回戦敗退   | 小川直也 金メダル   |
| 1989   | 越野忠則 銀メダル   | 山本洋祐 1回戦敗退  | 古賀稔彦 金メダル  | 持田達人 銀メダル    | 大迫明伸 9位           | 須貝等 11位             | 小川直也 金メダル    | 小川直也 金メダル   |
| 1991   | 越野忠則 金メダル   | 大熊政彦 銀メダル   | 古賀稔彦 金メダル  | 吉田秀彦 銅メダル    | 岡田弘隆 金メダル      | 賀持道明 5位            | 小川直也 銅メダル    | 小川直也 金メダル   |
| 1993   | 園田隆二 金メダル   | 中村行成 金メダル   | 秀島大介 銅メダル  | 吉田秀彦 銀メダル    | 中村佳央 金メダル      | 甲斐康浩 5位            | 関根英之 1回戦敗退   | 小川直也 銅メダル   |
| 1995   | 園田隆二 銅メダル   | 中村行成 銀メダル   | 秀島大介 金メダル  | 古賀稔彦 金メダル    | 吉田秀彦 銀メダル      | 岡泉茂 銅メダル         | 小川直也 銅メダル    | 篠原信一 銅メダル   |
| 1997   | 野村忠宏 金メダル   | 中村行成 3回戦敗退  | 中村兼三 金メダル  | 瀧本誠 11位          | 藤田博臣 7位           | 中村佳央 銅メダル       | 篠原信一 銀メダル    | 真喜志慶治 銀メダル |
| 年     | 60kg以下級          | 66kg以下級          | 73kg以下級         | 81kg以下級           | 90kg以下級             | 100kg以下級             | 100kg超級            | 無差別              |
| 1999   | 徳野和彦 銀メダル   | 中村行成 1回戦敗退  | 中村兼三 3回戦敗退 | 塘内将彦 1回戦敗退   | 吉田秀彦 金メダル      | 井上康生 金メダル       | 篠原信一 金メダル    | 篠原信一 金メダル   |
| 2001   | 徳野和彦 銅メダル   | 中村行成 9位        | 金丸雄介 銀メダル  | 中村兼三 5位         | 飛塚雅俊 9位           | 井上康生 金メダル       | 篠原信一 銅メダル    | 棟田康幸 7位        |
| 2003   | 野村忠宏 銅メダル   | 鳥居智男 7位        | 金丸雄介 7位       | 秋山成勲 5位         | 矢嵜雄大 3回戦敗退     | 井上康生 金メダル       | 棟田康幸 金メダル    | 鈴木桂治 金メダル   |
| 2005   | 江種辰明 9位        | 内柴正人 銀メダル   | 高松正裕 1回戦敗退 | 小野卓志 銅メダル    | 泉浩 金メダル          | 鈴木桂治 金メダル       | 棟田康幸 銀メダル    | 高井洋平 銅メダル   |
| 2007   | 江種辰明 7位        | 秋本啓之 3回戦敗退  | 金丸雄介 銅メダル  | 塘内将彦 2回戦敗退   | 泉浩 3回戦敗退         | 鈴木桂治 2回戦敗退      | 井上康生 5位         | 棟田康幸 金メダル   |
| 年     | 無差別              |                     |                    |                      |                        |                         |                      |                     |
| 2008   | 穴井隆将 3回戦敗退  |                     |                    |                      |                        |                         |                      |                     |
| 2008   | 高井洋平 3回戦敗退  |                     |                    |                      |                        |                         |                      |                     |
| 2008   | 棟田康幸 3回戦敗退  |                     |                    |                      |                        |                         |                      |                     |
| 年     | 60kg以下級          | 66kg以下級          | 73kg以下級         | 81kg以下級           | 90kg以下級             | 100kg以下級             | 100kg超級            |                     |
| 2009   | 平岡拓晃 銀メダル   | 内柴正人 3回戦敗退  | 大束匡彦 1回戦敗退 | 塘内将彦 3回戦敗退   | 小野卓志 3回戦敗退     | 穴井隆将 銅メダル       | 棟田康幸 3回戦敗退   |                     |
| 年     | 60kg以下級          | 66kg以下級          | 73kg以下級         | 81kg以下級           | 90kg以下級             | 100kg以下級             | 100kg超級            | 無差別              |
| 2010   | 平岡拓晃 銅メダル   | 森下純平 金メダル   | 秋本啓之 金メダル  | 高松正裕 銅メダル    | 西山大希 銀メダル      | 穴井隆将 金メダル       | 高橋和彦 5位         | 上川大樹 金メダル   |
| 2010   | 平岡拓晃 銅メダル   | 森下純平 金メダル   | 秋本啓之 金メダル  | 高松正裕 銅メダル    | 西山大希 銀メダル      | 穴井隆将 金メダル       | 高橋和彦 5位         | 鈴木桂治 銅メダル   |
| 2010   | 福岡政章 2回戦敗退  | 海老沼匡 3回戦敗退  | 粟野靖浩 銅メダル  | 中井貴裕 3回戦敗退   | 小野卓志 3回戦敗退     | 高木海帆 2回戦敗退      | 鈴木桂治 1回戦敗退   | 立山広喜 銅メダル   |
| 2010   | 福岡政章 2回戦敗退  | 海老沼匡 3回戦敗退  | 粟野靖浩 銅メダル  | 中井貴裕 3回戦敗退   | 小野卓志 3回戦敗退     | 高木海帆 2回戦敗退      | 鈴木桂治 1回戦敗退   | 高橋和彦 7位        |
| 年     | 60kg以下級          | 66kg以下級          | 73kg以下級         | 81kg以下級           | 90kg以下級             | 100kg以下級             | 100kg超級            |                     |
| 2011   | 平岡拓晃 銀メダル   | 海老沼匡 金メダル   | 中矢力 金メダル    | 中井貴裕 4回戦敗退   | 西山大希 銀メダル      | 穴井隆将 3回戦敗退      | 鈴木桂治 3回戦敗退   |                     |
| 2011   | 山本浩史 4回戦敗退  | 森下純平 3回戦敗退  | 秋本啓之 5位       | 高松正裕 2回戦敗退   | 小野卓志 銅メダル      | 高木海帆 2回戦敗退      | 上川大樹 1回戦敗退   |                     |
| 年     | 無差別              |                     |                    |                      |                        |                         |                      |                     |
| 2011   | 鈴木桂治 銅メダル   |                     |                    |                      |                        |                         |                      |                     |
| 2011   | 立山広喜 5位        |                     |                    |                      |                        |                         |                      |                     |
| 2011   | 高橋和彦 7位        |                     |                    |                      |                        |                         |                      |                     |
| 2011   | 上川大樹 2回戦敗退  |                     |                    |                      |                        |                         |                      |                     |
| 年     | 60kg以下級          | 66kg以下級          | 73kg以下級         | 81kg以下級           | 90kg以下級             | 100kg以下級             | 100kg超級            |                     |
| 2013   | 高藤直寿 金メダル   | 海老沼匡 金メダル   | 大野将平 金メダル  | 長島啓太 2回戦敗退   | 西山将士 2回戦敗退     | 小野卓志 5位            | 七戸龍 7位           |                     |
| 2013   | 高藤直寿 金メダル   | 福岡政章 銅メダル   | 中矢力 7位         | 長島啓太 2回戦敗退   | 西山将士 2回戦敗退     | 小野卓志 5位            | 七戸龍 7位           |                     |
| 2014   | 高藤直寿 銅メダル   | 海老沼匡 金メダル   | 中矢力 金メダル    | 永瀬貴規 5位         | ベイカー茉秋 2回戦敗退 | 派遣見送り              | 七戸龍 銀メダル      |                     |
| 2014   | 高藤直寿 銅メダル   | 高市賢悟 5位        | 大野将平 4回戦敗退 | 永瀬貴規 5位         | ベイカー茉秋 2回戦敗退 | 派遣見送り              | 上川大樹 3回戦敗退   |                     |
| 2015   | 志々目徹 銅メダル   | 海老沼匡 3回戦敗退  | 大野将平 金メダル  | 永瀬貴規 金メダル    | ベイカー茉秋 銅メダル  | 羽賀龍之介 金メダル     | 七戸龍 銀メダル      |                     |
| 2015   | 志々目徹 銅メダル   | 高市賢悟 1回戦敗退  | 中矢力 銀メダル    | 永瀬貴規 金メダル    | ベイカー茉秋 銅メダル  | 羽賀龍之介 金メダル     | 七戸龍 銀メダル      |                     |
| 2017   | 高藤直寿 銅メダル   | 阿部一二三 金メダル | 橋本壮市 金メダル  | 永瀬貴規 4回戦敗退   | 派遣見送り             | ウルフ・アロン 金メダル | 王子谷剛志 3回戦敗退 |                     |
| 2017   | 永山竜樹 3回戦敗退  | 阿部一二三 金メダル | 橋本壮市 金メダル  | 永瀬貴規 4回戦敗退   | 派遣見送り             | 羽賀龍之介 2回戦敗退    | 原沢久喜 1回戦敗退   |                     |
| 年     | 無差別              |                     |                    |                      |                        |                         |                      |                     |
| 2017   | 王子谷剛志 銅メダル |                     |                    |                      |                        |                         |                      |                     |
| 2017   | 影浦心 5位          |                     |                    |                      |                        |                         |                      |                     |
| 年     | 60kg以下級          | 66kg以下級          | 73kg以下級         | 81kg以下級           | 90kg以下級             | 100kg以下級             | 100kg超級            |                     |
| 2018   | 高藤直寿 金メダル   | 阿部一二三 金メダル | 橋本壮市 銀メダル  | 藤原崇太郎 銀メダル  | 長澤憲大 銅メダル      | ウルフ・アロン 5位      | 原沢久喜 銅メダル    |                     |
| 2018   | 永山竜樹 銅メダル   | 阿部一二三 金メダル | 橋本壮市 銀メダル  | 藤原崇太郎 銀メダル  | 長澤憲大 銅メダル      | ウルフ・アロン 5位      | 小川雄勢 3回戦敗退   |                     |
| 2019   | 永山竜樹 銅メダル   | 丸山城志郎 金メダル | 大野将平 金メダル  | 藤原崇太郎 2回戦敗退 | 向翔一郎 銀メダル      | ウルフ・アロン 銅メダル | 原沢久喜 銀メダル    |                     |
| 2019   | 高藤直寿 5位        | 阿部一二三 銅メダル | 大野将平 金メダル  | 藤原崇太郎 2回戦敗退 | 向翔一郎 銀メダル      | ウルフ・アロン 銅メダル | 原沢久喜 銀メダル    |                     |
| 2021   | 永山竜樹 3回戦敗退  | 丸山城志郎 金メダル | 橋本壮市 銅メダル  | 藤原崇太郎 5位       | 長澤憲大 5位           | 飯田健太郎 3回戦敗退    | 影浦心 金メダル      |                     |
| 2021   | 古賀玄暉 2回戦敗退  | 丸山城志郎 金メダル | 橋本壮市 銅メダル  | 藤原崇太郎 5位       | 村尾三四郎 2回戦敗退   | 飯田健太郎 3回戦敗退    | 影浦心 金メダル      |                     |
| 2022   | 高藤直寿 金メダル   | 阿部一二三 金メダル | 橋本壮市 銀メダル  | 永瀬貴規 銅メダル    | 増山香補 2回戦敗退     | 飯田健太郎 2回戦敗退    | 斉藤立 銀メダル      |                     |
| 2022   | 高藤直寿 金メダル   | 丸山城志郎 銀メダル | 橋本壮市 銀メダル  | 藤原崇太郎 5位       | 増山香補 2回戦敗退     | 飯田健太郎 2回戦敗退    | 斉藤立 銀メダル      |                     |
| 2023   | 高藤直寿 5位        | 阿部一二三 金メダル | 橋本壮市 銅メダル  | 永瀬貴規 銅メダル    | 村尾三四郎 銅メダル    | 飯田健太郎 2回戦敗退    | 影浦心 5位           |                     |
| 2023   | 高藤直寿 5位        | 丸山城志郎 銀メダル | 橋本壮市 銅メダル  | 永瀬貴規 銅メダル    | 村尾三四郎 銅メダル    | 飯田健太郎 2回戦敗退    | 斉藤立 7位           |                     |
| 2024   | 中村太樹 銅メダル   | 田中龍馬 金メダル   | 石原樹 銀メダル    | 老野祐平 3回戦敗退   | 田嶋剛希 金メダル      | 新井道大 銅メダル       | 太田彪雅 2回戦敗退   |                     |
| 2024   | 永山竜樹 2回戦敗退  | 武岡毅 銀メダル     | 石原樹 銀メダル    | 老野祐平 3回戦敗退   | 田嶋剛希 金メダル      | 新井道大 銅メダル       | 太田彪雅 2回戦敗退   |                     |
| 2025   | 永山竜樹 金メダル   | 武岡毅 金メダル     | 石原樹 銅メダル    | 永瀬貴規 2回戦敗退   | 村尾三四郎 金メダル    | 新井道大 銀メダル       | 太田彪雅 3回戦敗退   |                     |
| 2025   | 永山竜樹 金メダル   | 阿部一二三 銅メダル | 石原樹 銅メダル    | 永瀬貴規 2回戦敗退   | 田嶋剛希 銀メダル      | 新井道大 銀メダル       | 太田彪雅 3回戦敗退   |                     |

(出典、JudoInside.com)

### 女子
| 年   | 48kg以下級          | 52kg以下級           | 56kg以下級           | 61kg以下級           | 66kg以下級            | 72kg以下級           | 72kg超級            | 無差別               |
| ---- | ------------------- | -------------------- | -------------------- | -------------------- | --------------------- | -------------------- | ------------------- | -------------------- |
| 1980 | 高橋瑞枝 1回戦敗退  | 山口香 銀メダル      | 星野佐代子 1回戦敗退 | 笹原美智子 1回戦敗退 | 福田洋美 5位          | 佐藤広世 1回戦敗退   | 不出場              | 福田洋美 5位         |
| 1982 | 中原ひとみ 銅メダル | 山口香 銀メダル      | 岡井富喜子 2回戦敗退 | 八戸かおり 1回戦敗退 | 竪石洋美 5位          | 鈴木洋子 3回戦敗退   | 不出場              | 竪石洋美 銀メダル    |
| 1984 | 樫本共加 1回戦敗退  | 山口香 金メダル      | 渡部五月 2回戦敗退   | 八戸かおり 銅メダル  | 神取忍 銅メダル       | 黒川琴美 2回戦敗退   | 松本宣子 1回戦敗退  | 松本宣子 5位         |
| 1986 | 江崎史子 銀メダル   | 山口香 銀メダル      | 加古智美 1回戦敗退   | 藤本涼子 銅メダル    | 佐々木光 7位          | 田辺陽子 1回戦敗退   | 松本宣子 1回戦敗退  | 松本宣子 1回戦敗退   |
| 1987 | 江崎史子 銀メダル   | 山口香 銀メダル      | 泉香澄 7位           | 持田典子 銅メダル    | 佐々木光 銅メダル     | 田辺陽子 銅メダル    | 坂上洋子 1回戦敗退  | 田辺陽子 1回戦敗退   |
| 1989 | 江崎史子 銀メダル   | 溝口紀子 9位         | 阿武美和 1回戦敗退   | 小林貴子 銅メダル    | 佐々木光 銀メダル     | 田辺陽子 銀メダル    | 坂上洋子 1回戦敗退  | 田辺陽子 銅メダル    |
| 1991 | 田村亮子 銅メダル   | 植田睦 銅メダル      | 立野千代里 9位       | 小林貴子 1回戦敗退   | 藤本涼子 銅メダル     | 田辺陽子 銀メダル    | 鈴木香 1回戦敗退    | 松尾徳子 7位         |
| 1993 | 田村亮子 金メダル   | 鈴木若葉 銅メダル    | 立野千代里 銀メダル  | 北爪弘子 11位        | 藤本涼子 1回戦敗退    | 松尾徳子 9位         | 阿武教子 銀メダル   | 鈴木香 9位           |
| 1995 | 田村亮子 金メダル   | 藪下めぐみ 1回戦敗退 | 溝口紀子 1回戦敗退   | 恵本裕子 1回戦敗退   | 石橋千里 9位          | 田辺陽子 銅メダル    | 阿武教子 5位        | 阿武教子 5位         |
| 1997 | 田村亮子 金メダル   | 永井和恵 3回戦敗退   | 立野千代里 銅メダル  | 北爪弘子 7位         | 木本奈美 11位         | 阿武教子 金メダル    | 二宮美穂 銀メダル   | 二宮美穂 銅メダル    |
| 年   | 48kg以下級          | 52kg以下級           | 57kg以下級           | 63kg以下級           | 70kg以下級            | 78kg以下級           | 78kg超級            | 無差別               |
| 1999 | 田村亮子 金メダル   | 楢崎教子 金メダル    | 武田淳子 1回戦敗退   | 前田桂子 金メダル    | 上野雅恵 5位          | 阿武教子 金メダル    | 二宮美穂 銅メダル   | 二宮美穂 銀メダル    |
| 2001 | 田村亮子 金メダル   | 横澤由貴 5位         | 日下部基栄 銅メダル  | 谷本歩実 銅メダル    | 上野雅恵 金メダル     | 阿武教子 金メダル    | 新谷翠 銀メダル     | 山下まゆみ 9位       |
| 2003 | 田村亮子 金メダル   | 横澤由貴 銅メダル    | 茂木仙子 9位         | 谷本歩実 3回戦敗退   | 上野雅恵 金メダル     | 阿武教子 金メダル    | 塚田真希 銀メダル   | 新谷翠 1回戦敗退     |
| 2005 | 北田佳世 7位        | 横澤由貴 銀メダル    | 宮本樹理 11位        | 谷本歩実 銀メダル    | 上野雅恵 11位         | 中澤さえ 銀メダル    | 塚田真希 銅メダル   | 薪谷翠 金メダル      |
| 2007 | 谷亮子 金メダル     | 西田優香 銅メダル    | 佐藤愛子 銅メダル    | 谷本歩実 銅メダル    | 岡明日香 11位         | 中澤さえ 銀メダル    | 塚田真希 銀メダル   | 塚田真希 金メダル    |
| 年   | 無差別              |                      |                      |                      |                       |                      |                     |                      |
| 2008 | 杉本美香 銅メダル   |                      |                      |                      |                       |                      |                     |                      |
| 2008 | 田知本愛 銅メダル   |                      |                      |                      |                       |                      |                     |                      |
| 年   | 48kg以下級          | 52kg以下級           | 57kg以下級           | 63kg以下級           | 70kg以下級            | 78kg以下級           | 78kg超級            |                      |
| 2009 | 福見友子 金メダル   | 中村美里 金メダル    | 松本薫 5位           | 上野順恵 金メダル    | 渡邊美奈 銅メダル     | 中澤さえ 1回戦敗退   | 塚田真希 銅メダル   |                      |
| 年   | 48kg以下級          | 52kg以下級           | 57kg以下級           | 63kg以下級           | 70kg以下級            | 78kg以下級           | 78kg超級            | 無差別               |
| 2010 | 浅見八瑠奈 金メダル | 西田優香 金メダル    | 松本薫 金メダル      | 上野順恵 金メダル    | 國原頼子 銅メダル     | 緒方亜香里 銅メダル  | 杉本美香 金メダル   | 杉本美香 金メダル    |
| 2010 | 浅見八瑠奈 金メダル | 西田優香 金メダル    | 松本薫 金メダル      | 上野順恵 金メダル    | 國原頼子 銅メダル     | 緒方亜香里 銅メダル  | 杉本美香 金メダル   | 田知本愛 銅メダル    |
| 2010 | 福見友子 銀メダル   | 中村美里 銀メダル    | 宇高菜絵 3回戦敗退   | 田中美衣 銀メダル    | 渡邊美奈 7位          | 岡村智美 1回戦敗退   | 塚田真希 銅メダル   | 緒方亜香里 3回戦敗退 |
| 2010 | 福見友子 銀メダル   | 中村美里 銀メダル    | 宇高菜絵 3回戦敗退   | 田中美衣 銀メダル    | 渡邊美奈 7位          | 岡村智美 1回戦敗退   | 塚田真希 銅メダル   | 佐藤瑠香 2回戦敗退   |
| 年   | 48kg以下級          | 52kg以下級           | 57kg以下級           | 63kg以下級           | 70kg以下級            | 78kg以下級           | 78kg超級            |                      |
| 2011 | 浅見八瑠奈 金メダル | 中村美里 金メダル    | 佐藤愛子 金メダル    | 上野順恵 銀メダル    | 國原頼子 銅メダル     | 緒方亜香里 銀メダル  | 杉本美香 銅メダル   |                      |
| 2011 | 福見友子 銀メダル   | 西田優香 銀メダル    | 松本薫 銅メダル      | 阿部香菜 1回戦敗退   | 田知本遥 3回戦敗退    | 池田ひとみ 7位       | 田知本愛 5位        |                      |
| 年   | 無差別              |                      |                      |                      |                       |                      |                     |                      |
| 2011 | 杉本美香 銅メダル   |                      |                      |                      |                       |                      |                     |                      |
| 2011 | 橋口ななみ 銅メダル |                      |                      |                      |                       |                      |                     |                      |
| 2011 | 田知本愛 5位        |                      |                      |                      |                       |                      |                     |                      |
| 年   | 48kg以下級          | 52kg以下級           | 57kg以下級           | 63kg以下級           | 70kg以下級            | 78kg以下級           | 78kg超級            |                      |
| 2013 | 浅見八瑠奈 銀メダル | 橋本優貴 銅メダル    | 山本杏 5位           | 阿部香菜 5位         | 田知本遥 2回戦敗退    | 佐藤瑠香 7位         | 田知本愛 銅メダル   |                      |
| 2013 | 浅見八瑠奈 銀メダル | 橋本優貴 銅メダル    | 山本杏 5位           | 田中美衣 7位         | 田知本遥 2回戦敗退    | 緒方亜香里 2回戦敗退 | 田知本愛 銅メダル   |                      |
| 2014 | 近藤亜美 金メダル   | 橋本優貴 7位         | 宇高菜絵 金メダル    | 田代未来 銅メダル    | ヌンイラ華蓮 銀メダル | 佐藤瑠香 3回戦敗退   | 田知本愛 銅メダル   |                      |
| 2014 | 近藤亜美 金メダル   | 橋本優貴 7位         | 松本薫 2回戦敗退     | 田代未来 銅メダル    | ヌンイラ華蓮 銀メダル | 佐藤瑠香 3回戦敗退   | 山部佳苗 7位        |                      |
| 2015 | 浅見八瑠奈 銀メダル | 中村美里 金メダル    | 松本薫 金メダル      | 田代未来 銅メダル    | 新井千鶴 5位          | 梅木真美 金メダル    | 田知本愛 銀メダル   |                      |
| 2015 | 近藤亜美 銅メダル   | 中村美里 金メダル    | 松本薫 金メダル      | 田代未来 銅メダル    | 新井千鶴 5位          | 梅木真美 金メダル    | 山部佳苗 銅メダル   |                      |
| 2017 | 渡名喜風南 金メダル | 志々目愛 金メダル    | 芳田司 銀メダル      | 派遣見送り           | 新井千鶴 金メダル     | 梅木真美 銀メダル    | 朝比奈沙羅 銀メダル |                      |
| 2017 | 近藤亜美 銅メダル   | 角田夏実 銀メダル    | 芳田司 銀メダル      | 派遣見送り           | 新井千鶴 金メダル     | 佐藤瑠香 5位         | 朝比奈沙羅 銀メダル |                      |
| 年   | 無差別              |                      |                      |                      |                       |                      |                     |                      |
| 2017 | 朝比奈沙羅 金メダル |                      |                      |                      |                       |                      |                     |                      |
| 年   | 48kg以下級          | 52kg以下級           | 57kg以下級           | 63kg以下級           | 70kg以下級            | 78kg以下級           | 78kg超級            |                      |
| 2018 | 渡名喜風南 銀メダル | 阿部詩 金メダル      | 芳田司 金メダル      | 田代未来 銀メダル    | 新井千鶴 金メダル     | 濵田尚里 金メダル    | 朝比奈沙羅 金メダル |                      |
| 2018 | 渡名喜風南 銀メダル | 志々目愛 銀メダル    | 芳田司 金メダル      | 田代未来 銀メダル    | 大野陽子 銅メダル     | 濵田尚里 金メダル    | 朝比奈沙羅 金メダル |                      |
| 2019 | 渡名喜風南 銀メダル | 阿部詩 金メダル      | 芳田司 銀メダル      | 田代未来 銀メダル    | 新井千鶴 3回戦敗退    | 濵田尚里 銀メダル    | 素根輝 金メダル     |                      |
| 2019 | 渡名喜風南 銀メダル | 志々目愛 銅メダル    | 芳田司 銀メダル      | 田代未来 銀メダル    | 新井千鶴 3回戦敗退    | 濵田尚里 銀メダル    | 朝比奈沙羅 銅メダル |                      |
| 2021 | 角田夏実 金メダル   | 志々目愛 金メダル    | 玉置桃 銀メダル      | 鍋倉那美 2回戦敗退   | 大野陽子 銀メダル     | 梅木真美 銅メダル    | 朝比奈沙羅 金メダル |                      |
| 2021 | 古賀若菜 銀メダル   | 志々目愛 金メダル    | 玉置桃 銀メダル      | 鍋倉那美 2回戦敗退   | 大野陽子 銀メダル     | 梅木真美 銅メダル    | 冨田若春 銀メダル   |                      |
| 2022 | 角田夏実 金メダル   | 阿部詩 金メダル      | 舟久保遥香 銀メダル  | 堀川恵 金メダル      | 新添左季 銅メダル     | 濵田尚里 5位         | 冨田若春 銅メダル   |                      |
| 2022 | 渡名喜風南 7位      | 阿部詩 金メダル      | 舟久保遥香 銀メダル  | 堀川恵 金メダル      | 田中志歩 5位          | 濵田尚里 5位         | 冨田若春 銅メダル   |                      |
| 2023 | 角田夏実 金メダル   | 阿部詩 金メダル      | 舟久保遥香 銀メダル  | 髙市未来 3回戦敗退   | 新添左季 金メダル     | 濵田尚里 5位         | 素根輝 金メダル     |                      |
| 2023 | 古賀若菜 銅メダル   | 阿部詩 金メダル      | 舟久保遥香 銀メダル  | 堀川恵 3回戦敗退     | 新添左季 金メダル     | 濵田尚里 5位         | 素根輝 金メダル     |                      |
| 2024 | 古賀若菜 3回戦敗退  | 白石響 5位           | 玉置桃 銅メダル      | 堀川恵 3回戦敗退     | 田中志歩 銅メダル     | 濵田尚里 3回戦敗退   | 冨田若春 金メダル   |                      |
| 2024 | 古賀若菜 3回戦敗退  | 大森生純 3回戦敗退   | 玉置桃 銅メダル      | 堀川恵 3回戦敗退     | 田中志歩 銅メダル     | 濵田尚里 3回戦敗退   | 新井万央 3回戦敗退  |                      |
| 2025 | 古賀若菜 銅メダル   | 阿部詩 金メダル      | 玉置桃 銀メダル      | 嘉重春樺 金メダル    | 田中志歩 金メダル     | 池田紅 銅メダル      | 新井万央 銀メダル   |                      |
| 2025 | 古賀若菜 銅メダル   | 大森生純 5位         | 玉置桃 銀メダル      | 嘉重春樺 金メダル    | 田中志歩 金メダル     | 池田紅 銅メダル      | 高橋瑠璃 2回戦敗退  |                      |

(出典、JudoInside.com)

## 世界団体代表
| 年   | 男子 | 女子 |
| ---- | --- | --- |
| 1994 | 銅メダル 原田堅一 乙黒靖雄 内村直也 秀島大介 中嶋靖宏 田辺勝 賀持道明 篠原信一                                              | |
| 1997 | | 銅メダル 田村亮子 長井淳子 菅原教子 大塚雅子 杉村英子 北爪弘子 小笠原守美 一見理沙 木本奈美 阿武教子 吉田早希 国吉真子 外岡裕子          |
| 1998 | 金メダル 野村忠宏 徳野和彦 中村行成 中村兼三 窪田和則 中村佳央 田辺勝 窪田茂 小斎武志 篠原信一                              | 5位 田村亮子 永井和恵 立野千代里 一見理沙 吉田早希 福場由里子 二宮美穂                                                                   |
| 2002 | 金メダル 江種辰明 古根川実 鳥居智男 小見川道浩 高松正裕 中村兼三 塘内将彦 矢嵜雄大 飛塚雅俊 井上康生 鈴木桂治 棟田康幸      | 金メダル 真壁友枝 北田佳世 横澤由貴 茂木仙子 上野順恵 谷本歩実 上野雅恵 阿武教子 松崎みずほ 新谷翠 塚田真希                              |
| 2006 | 5位 野村忠宏 江種辰明 内柴正人 秋本啓之 金丸雄介 高松正裕 小野卓志 吉永慎也 泉浩 斎藤制剛 石井慧 穴井隆将 棟田康幸 高井洋平 | 銅メダル 中村美里 山岸絵美 横澤由貴 西田優香 佐藤愛子 宇高菜絵 上野順恵 谷本歩実 上野雅恵 岡明日香 中沢さえ 堀江久美子 塚田真希 立山真衣 |
| 2007 | 金メダル 平岡拓晃 内柴正人 稲澤真人 小野卓志 泉浩 猪又秀和 石井慧                                                           | 銅メダル 福見友子 西田優香 佐藤愛子 上野順恵 上野雅恵 堀江久美子 薪谷翠                                                                  |
| 2008 | 5位 江種辰明 福岡政章 粟野靖浩 加藤博剛 西岡和志 小野卓志 斎藤制剛 穴井隆将 棟田康幸                                        | 金メダル 福見友子 山岸絵美 中村美里 西田優香 松本薫 上野順恵 谷本歩実 上野雅恵 國原頼子 中沢さえ 穴井さやか 杉本美香                     |
| 2010 | 金メダル 小倉武蔵 小寺将史 大束正彦 齋藤涼 高松正裕 西岡和志 西山将士 穴井隆将 立山広喜                                     | 銅メダル 西田優香 小島愛子 岩田千絵 宇高菜絵 谷本育実 田中美衣 渡邉美奈 岡明日香 立山真衣 石山麻弥                                       |
| 2011 | 銅メダル 海老沼匡 森下純平 中矢力 秋本啓之 中井貴裕 高松正裕 西山大希 小野卓志 鈴木桂治 上川大樹                            | 銀メダル 中村美里 西田優香 佐藤愛子 松本薫 上野順恵 田知本遥 國原頼子 杉本美香 田知本愛                                                  |
| 2012 | 銀メダル 海老沼匡 福岡政章 粟野靖浩 齋藤涼 長島啓太 川上智弘 西山将士 吉田優也 上川大樹 七戸龍                              | 金メダル 橋本優貴 山本杏 宇高菜絵 阿部香菜 田中美衣 大野陽子 今井優子 田知本愛 立山真衣                                                  |
| 2013 | 銅メダル 福岡政章 大野将平 長島啓太 七戸龍                                                                                  | 金メダル 橋本優貴 山本杏 阿部香菜 田知本遥 田知本愛                                                                                      |
| 2014 | 金メダル 海老沼匡 高市賢悟 中矢力 大野将平 永瀬貴規 西山大希 ベイカー茉秋 七戸龍 上川大樹                                   | 銅メダル 橋本優貴 志々目愛 宇高菜絵 田代未来 田知本遥 ヌンイラ華蓮 山部佳苗 田知本愛                                                     |
| 2015 | 金メダル 海老沼匡 高市賢悟 中矢力 大野将平 永瀬貴規 丸山剛毅 吉田優也 王子谷剛志                                            | 金メダル 中村美里 山本杏 田代未来 新井千鶴 ヌンイラ華蓮 山部佳苗                                                                         |
| 年   | 男女混合 | 男女混合 |
| 2017 | 金メダル 芳田司 宇高菜絵 橋本壮市 中矢力 新井千鶴 新添左季 長澤憲大 朝比奈沙羅 素根輝 王子谷剛志 原沢久喜                   | 金メダル 芳田司 宇高菜絵 橋本壮市 中矢力 新井千鶴 新添左季 長澤憲大 朝比奈沙羅 素根輝 王子谷剛志 原沢久喜                                |
| 2018 | 金メダル 芳田司 玉置桃 立川新 大野陽子 向翔一郎 朝比奈沙羅 素根輝 原沢久喜 小川雄勢                                         | 金メダル 芳田司 玉置桃 立川新 大野陽子 向翔一郎 朝比奈沙羅 素根輝 原沢久喜 小川雄勢                                                      |
| 2019 | 金メダル 芳田司 玉置桃 大野将平 橋本壮市 新井千鶴 大野陽子 村尾三四郎 濵田尚里 影浦心                                       | 金メダル 芳田司 玉置桃 大野将平 橋本壮市 新井千鶴 大野陽子 村尾三四郎 濵田尚里 影浦心                                                    |
| 2021 | 金メダル 舟久保遥香 橋本壮市 原田健士 新添左季 長澤憲大 増山香補 秋場麻優 影浦心 佐藤和哉                                   | 金メダル 舟久保遥香 橋本壮市 原田健士 新添左季 長澤憲大 増山香補 秋場麻優 影浦心 佐藤和哉                                                |
| 2022 | 金メダル 舟久保遥香 玉置桃 原田健士 新添左季 津金恵 増山香補 田嶋剛希 冨田若春 高橋瑠璃 太田彪雅                            | 金メダル 舟久保遥香 玉置桃 原田健士 新添左季 津金恵 増山香補 田嶋剛希 冨田若春 高橋瑠璃 太田彪雅                                         |
| 2023 | 金メダル 舟久保遥香 玉置桃 橋本壮市 古賀颯人 新添左季 桑形萌花 田嶋剛希 秋場麻優 斉藤立 影浦心                              | 金メダル 舟久保遥香 玉置桃 橋本壮市 古賀颯人 新添左季 桑形萌花 田嶋剛希 秋場麻優 斉藤立 影浦心                                           |
| 2024 | 金メダル 玉置桃 高野綺海 田中龍雅 田中志歩 本田万結 川端倖明 新井万央 中野寛太                                              | 金メダル 玉置桃 高野綺海 田中龍雅 田中志歩 本田万結 川端倖明 新井万央 中野寛太                                                           |
| 2025 | 銅メダル 玉置桃 渕田萌生 石原樹 田中裕大 寺田宇多菜 村尾三四郎 田嶋剛希 新井万央 高橋瑠璃 中野寛太                          | 銅メダル 玉置桃 渕田萌生 石原樹 田中裕大 寺田宇多菜 村尾三四郎 田嶋剛希 新井万央 高橋瑠璃 中野寛太                                       |

(出典、JudoInside.com)

## 国別団体戦代表(エキシビション)
| 年   | 男子 | 女子 |
| ---- | --- | --- |
| 2003 | 銀メダル 野村忠宏 鳥居智男 小見川道浩 金丸雄介 高松正裕 秋山成勲 泉浩 矢嵜雄大 井上智和 井上康生 棟田康幸 鈴木桂治 上口孝太 | 金メダル 田村亮子 横澤由貴 宝寿栄 茂木仙子 谷本歩実 上野順恵 上野雅恵 貝山仁美 阿武教子 松崎みずほ 塚田真希 薪谷翠 |
| 2005 | 銀メダル 内柴正人 秋本啓之 高松正裕 金丸雄介 小野卓志 野瀬英豪 泉浩 斎藤制剛 棟田康幸 生田秀和                              | 銅メダル 横澤由貴 吉村依子 宮本樹理 岩藤理恵 谷本歩実 上野順恵 上野雅恵 渡邉美奈 塚田真希 杉本美香                 |

(出典、JudoInside.com)

## ワールドマスターズ代表

### 男子
| 年   | 60kg以下級          | 66kg以下級         | 73kg以下級           | 81kg以下級              | 90kg以下級               | 100kg以下級        | 100kg超級         |
| ---- | ------------------- | ------------------ | -------------------- | ----------------------- | ------------------------ | ------------------ | ----------------- |
| 2010 | 平岡拓晃 銀メダル   | 海老沼匡 5位       | 粟野靖浩 銅メダル    | 塘内将彦 1回戦敗退      | 小野卓志 金メダル        | 穴井隆将 金メダル  | 鈴木桂治 銀メダル |
| 2010 | 平岡拓晃 銀メダル   | 海老沼匡 5位       | 粟野靖浩 銅メダル    | 塘内将彦 1回戦敗退      | 小野卓志 金メダル        | 穴井隆将 金メダル  | 高橋和彦 銅メダル |
| 2010 | 福岡政章 5位        | 江種辰明 1回戦敗退 | 粟野靖浩 銅メダル    | 塘内将彦 1回戦敗退      | 吉田優也 5位             | 穴井隆将 金メダル  | 立山広喜 5位      |
| 2011 | 山本浩史 1回戦敗退  | 海老沼匡 1回戦敗退 | 粟野靖浩 銅メダル    | 中井貴裕 銅メダル       | 小野卓志 銅メダル        | 穴井隆将 1回戦敗退 | 鈴木桂治 銅メダル |
| 2011 | 山本浩史 1回戦敗退  | 海老沼匡 1回戦敗退 | 粟野靖浩 銅メダル    | 中井貴裕 銅メダル       | 西山将士 5位             | 穴井隆将 1回戦敗退 | 鈴木桂治 銅メダル |
| 2011 | 山本浩史 1回戦敗退  | 森下純平 1回戦敗退 | 粟野靖浩 銅メダル    | 中井貴裕 銅メダル       | 西山大希 1回戦敗退       | 穴井隆将 1回戦敗退 | 上川大樹 5位      |
| 2012 | 平岡拓晃 銅メダル   | 海老沼匡 銅メダル  | 中矢力 銀メダル      | 中井貴裕 銀メダル       | 西山将士 金メダル        | 穴井隆将 銅メダル  | 上川大樹 銀メダル |
| 2012 | 平岡拓晃 銅メダル   | 海老沼匡 銅メダル  | 中矢力 銀メダル      | 中井貴裕 銀メダル       | 西山大希 5位             | 穴井隆将 銅メダル  | 上川大樹 銀メダル |
| 2012 | 山本浩史 1回戦敗退  | 森下純平 銅メダル  | 秋本啓之 銅メダル    | 中井貴裕 銀メダル       | 小野卓志 5位             | 穴井隆将 銅メダル  | 高橋和彦 5位      |
| 2013 | 高藤直寿 金メダル   | 高上智史 銀メダル  | 西山雄希 1回戦敗退   | 長島啓太 銀メダル       | 下和田翔平 5位           | 小林大輔 1回戦敗退 | 百瀬優 1回戦敗退  |
| 年   | 60kg以下級          | 66kg以下級         | 73kg以下級           | 81kg以下級              | 90kg以下級               | 100kg超級          |                   |
| 2015 | 高藤直寿 金メダル   | 高市賢悟 銅メダル  | 中矢力 銅メダル      | 永瀬貴規 金メダル       | 吉田優也 銀メダル        | 七戸龍 銅メダル    |                   |
| 年   | 60kg以下級          | 66kg以下級         | 73kg以下級           | 90kg以下級              | 100kg超級                |                    |                   |
| 2016 | 高藤直寿 1回戦敗退  | 高上智史 7位       | 橋本壮市 金メダル    | ベイカー茉秋 金メダル   | 原沢久喜 銅メダル        |                    |                   |
| 年   | 60kg以下級          | 73kg以下級         | 90kg以下級           |                         |                          |                    |                   |
| 2017 | 永山竜樹 金メダル   | 橋本壮市 金メダル  | 長澤憲大 銅メダル    |                         |                          |                    |                   |
| 年   | 66kg以下級          | 73kg以下級         | 81kg以下級           | 90kg以下級              | 100kg以下級              | 100kg超級          |                   |
| 2018 | 丸山城志郎 金メダル | 橋本壮市 7位       | 佐々木健志 金メダル  | 長澤憲大 2回戦敗退      | 飯田健太郎 銅メダル      | 影浦心 5位         |                   |
| 年   | 60kg以下級          | 73kg以下級         | 81kg以下級           | 90kg以下級              | 100kg以下級              | 100kg超級          |                   |
| 2019 | 永山竜樹 金メダル   | 橋本壮市 金メダル  | 藤原崇太郎 2回戦敗退 | 長澤憲大 5位            | ウルフ・アロン 銀メダル  | 原沢久喜 金メダル  |                   |
| 2019 | 永山竜樹 金メダル   | 海老沼匡 銅メダル  | 藤原崇太郎 2回戦敗退 | 村尾三四郎 7位          | ウルフ・アロン 銀メダル  | 影浦心 銅メダル    |                   |
| 年   | 73kg以下級          | 90kg以下級         | 100kg超級            |                         |                          |                    |                   |
| 2021 | 橋本壮市 銀メダル   | 向翔一郎 2回戦敗退 | 原沢久喜 2回戦敗退   |                         |                          |                    |                   |
| 年   | 60kg以下級          | 81kg以下級         | 90kg以下級           | 100kg以下級             | 100kg超級                |                    |                   |
| 2022 | 永山竜樹 銀メダル   | 藤原崇太郎 7位     | 村尾三四郎 金メダル  | 飯田健太郎 2回戦敗退    | 斉藤立 金メダル          |                    |                   |
| 2022 | 永山竜樹 銀メダル   | 藤原崇太郎 7位     | 増山香補 初戦敗退    | ウルフ・アロン 初戦敗退 | 影浦心 銅メダル          |                    |                   |
| 年   | 60kg以下級          | 66kg以下級         | 73kg以下級           | 81kg以下級              | 100kg以下級              | 100kg超級          |                   |
| 2023 | 永山竜樹 金メダル   | 田中龍馬 金メダル  | 橋本壮市 金メダル    | 永瀬貴規 銅メダル       | ウルフ・アロン 2回戦敗退 | 斉藤立 銅メダル    |                   |
| 2023 | 高藤直寿 銅メダル   | 田中龍馬 金メダル  | 大吉賢 初戦敗退      | 小原拳哉 5位            | ウルフ・アロン 2回戦敗退 | 影浦心 5位         |                   |

(出典、JudoInside.com)

### 女子
| 年   | 48kg以下級          | 52kg以下級          | 57kg以下級        | 63kg以下級         | 70kg以下級         | 78kg以下級          | 78kg超級          |
| ---- | ------------------- | ------------------- | ----------------- | ------------------ | ------------------ | ------------------- | ----------------- |
| 2010 | 浅見八瑠奈 金メダル | 中村美里 金メダル   | 松本薫 金メダル   | 上野順恵 金メダル  | 國原頼子 銅メダル  | 穴井さやか 銅メダル | 田知本愛 銅メダル |
| 2010 | 福見友子 銀メダル   | 中村美里 金メダル   | 松本薫 金メダル   | 上野順恵 金メダル  | 岡明日香 5位       | 穴井さやか 銅メダル | 田知本愛 銅メダル |
| 2010 | 伊部尚子 銅メダル   | 西田優香 銅メダル   | 宇高菜絵 銀メダル | 田中美衣 銅メダル  | 渡邊美奈 1回戦敗退 | 岡村智美 銅メダル   | 塚田真希 5位      |
| 2010 | 近藤香 銅メダル     | 西田優香 銅メダル   | 宇高菜絵 銀メダル | 田中美衣 銅メダル  | 上野巴恵 1回戦敗退 | 緒方亜香里 5位      | 塚田真希 5位      |
| 2010 | 山岸絵美 5位        |                     |                   |                    |                    |                     |                   |
| 2011 | 浅見八瑠奈 金メダル | 中村美里 金メダル   | 松本薫 銀メダル   | 上野順恵 銀メダル  | 國原頼子 銅メダル  | 緒方亜香里 銅メダル | 杉本美香 金メダル |
| 2011 | 山岸絵美 銀メダル   | 西田優香 銀メダル   | 松本薫 銀メダル   | 上野順恵 銀メダル  | 田知本遥 5位       | 緒方亜香里 銅メダル | 田知本愛 銀メダル |
| 2012 | 福見友子 金メダル   | 西田優香 金メダル   | 松本薫 金メダル   | 上野順恵 金メダル  | 國原頼子 銀メダル  | 緒方亜香里 銅メダル | 杉本美香 銅メダル |
| 2012 | 浅見八瑠奈 銀メダル | 中村美里 銀メダル   | 佐藤愛子 銅メダル | 田中美衣 銀メダル  | 田知本遥 銅メダル  | 岡村智美 2回戦敗退  | 田知本愛 5位      |
| 年   | 48kg以下級          | 52kg以下級          | 57kg以下級        | 63kg以下級         | 78kg以下級         |                     |                   |
| 2013 | 遠藤宏美 金メダル   | 宮川拓美 銅メダル   | 山本杏 5位        | 阿部香菜 金メダル  | 佐藤瑠香 5位       |                     |                   |
| 2013 | 岡本理帆 銅メダル   | 谷本和 1回戦敗退    | 石川慈 1回戦敗退  | 阿部香菜 金メダル  | 佐藤瑠香 5位       |                     |                   |
| 年   | 48kg以下級          | 52kg以下級          | 57kg以下級        | 63kg以下級         | 70kg以下級         | 78kg超級            |                   |
| 2015 | 山岸絵美 7位        | 橋本優貴 銀メダル   | 宇高菜絵 銅メダル | 田代未来 金メダル  | 新井千鶴 銅メダル  | 山部佳苗 銀メダル   |                   |
| 2015 | 近藤亜美 1回戦敗退  | 中村美里 5位        | 宇高菜絵 銅メダル | 田代未来 金メダル  | 新井千鶴 銅メダル  | 田知本愛 銅メダル   |                   |
| 年   | 48kg以下級          | 52kg以下級          | 57kg以下級        | 63kg以下級         | 78kg超級           |                     |                   |
| 2016 | 近藤亜美 金メダル   | 中村美里 金メダル   | 松本薫 2回戦敗退  | 田代未来 金メダル  | 山部佳苗 銅メダル  |                     |                   |
| 年   | 48kg以下級          | 52kg以下級          | 57kg以下級        | 63kg以下級         |                    |                     |                   |
| 2017 | 渡名喜風南 金メダル | 角田夏実 7位        | 芳田司 銀メダル   | 田代未来 金メダル  |                    |                     |                   |
| 2017 | 渡名喜風南 金メダル | 角田夏実 7位        | 芳田司 銀メダル   | 鍋倉那美 銀メダル  |                    |                     |                   |
| 年   | 48kg以下級          | 52kg以下級          | 57kg以下級        | 63kg以下級         | 70kg以下級         | 78kg以下級          | 78kg超級          |
| 2018 | 近藤亜美 銀メダル   | 角田夏実 金メダル   | 芳田司 金メダル   | 鍋倉那美 銀メダル  | 新添左季 金メダル  | 梅木真美 金メダル   | 素根輝 金メダル   |
| 2018 | 近藤亜美 銀メダル   | 角田夏実 金メダル   | 芳田司 金メダル   | 鍋倉那美 銀メダル  | 新添左季 金メダル  | 佐藤瑠香 銅メダル   | 素根輝 金メダル   |
| 2018 | 近藤亜美 銀メダル   | 角田夏実 金メダル   | 玉置桃 銅メダル   | 田代未来 銅メダル  | 大野陽子 2回戦敗退 | 濵田尚里 銅メダル   | 素根輝 金メダル   |
| 年   | 52kg以下級          | 57kg以下級          | 63kg以下級        | 70kg以下級         | 78kg以下級         |                     |                   |
| 2019 | 志々目愛 金メダル   | 玉置桃 銀メダル     | 鍋倉那美 金メダル | 新井千鶴 銅メダル  | 梅木真美 2回戦敗退 |                     |                   |
| 2019 | 志々目愛 金メダル   | 玉置桃 銀メダル     | 田代未来 銅メダル | 新添左季 2回戦敗退 | 梅木真美 2回戦敗退 |                     |                   |
| 2019 | 志々目愛 金メダル   | 芳田司 5位          | 土井雅子 銅メダル | 大野陽子 2回戦敗退 | 梅木真美 2回戦敗退 |                     |                   |
| 年   | 48kg以下級          | 52kg以下級          | 57kg以下級        | 63kg以下級         | 70kg以下級         | 78kg以下級          |                   |
| 2021 | 渡名喜風南 銀メダル | 志々目愛 銀メダル   | 芳田司 金メダル   | 鍋倉那美 銀メダル  | 大野陽子 金メダル  | 濵田尚里 銀メダル   |                   |
| 年   | 48kg以下級          | 57kg以下級          | 63kg以下級        | 70kg以下級         | 78kg以下級         | 78kg超級            |                   |
| 2022 | 古賀若菜 銀メダル   | 芳田司 銅メダル     | 高市未来 金メダル | 新添左季 銅メダル  | 高山莉加 5位       | 素根輝 銅メダル     |                   |
| 2022 | 古賀若菜 銀メダル   | 芳田司 銅メダル     | 高市未来 金メダル | 新添左季 銅メダル  | 高山莉加 5位       | 冨田若春 初戦敗退   |                   |
| 年   | 48kg以下級          | 57kg以下級          | 63kg以下級        | 70kg以下級         | 78kg以下級         | 78kg超級            |                   |
| 2023 | 古賀若菜 金メダル   | 舟久保遥香 銅メダル | 高市未来 銀メダル | 新添左季 銅メダル  | 高山莉加 2回戦敗退 | 冨田若春 2回戦敗退  |                   |
| 2023 | 古賀若菜 金メダル   | 舟久保遥香 銅メダル | 堀川恵 銅メダル   | 新添左季 銅メダル  | 高山莉加 2回戦敗退 | 冨田若春 2回戦敗退  |                   |
| 2023 | 古賀若菜 金メダル   | 舟久保遥香 銅メダル | 鍋倉那美 7位      | 田中志歩 2回戦敗退 | 濵田尚里 初戦敗退  | 冨田若春 2回戦敗退  |                   |

(出典、JudoInside.com)

## アジア競技大会

### 男子
| 年         | 60kg以下級        | 65kg以下級          | 71kg以下級        | 78kg以下級        | 86kg以下級            | 95kg以下級          | 95kg超級            | 無差別            |
| ---------- | ----------------- | ------------------- | ----------------- | ----------------- | --------------------- | ------------------- | ------------------- | ----------------- |
| 1986       | 小野幸司 銀メダル | 山本洋祐 銀メダル   | 吉鷹幸春 銀メダル | 日陰暢年 5位      | 三戸範之 銀メダル     | 須貝等 銀メダル     | 斎藤仁 金メダル     | 正木嘉美 金メダル |
| 1990       | 越野忠則 金メダル | 大熊政彦 金メダル   | 古賀稔彦 銅メダル | 高波善行 銅メダル | 岡田弘隆 金メダル     | 甲斐康浩 金メダル   | 小川直也 銅メダル   | 関根英之 金メダル |
| 1994       | 園田隆二 銀メダル | 中村行成 金メダル   | 藤山茂 銀メダル   | 堀越英範 銀メダル | 中村佳央 金メダル     | 岡泉茂 金メダル     | 金野潤 金メダル     | 増地克之 金メダル |
| 年         | 60kg以下級        | 66kg以下級          | 73kg以下級        | 81kg以下級        | 90kg以下級            | 100kg以下級         | 100kg超級           |                   |
| 1998       | 徳野和彦 金メダル | 中村行成 金メダル   | 中村兼三 銀メダル | 窪田和則 7位      | 中村佳央 銀メダル     | 井上康生 金メダル   | 篠原信一 金メダル   |                   |
| 年         | 60kg以下級        | 66kg以下級          | 73kg以下級        | 81kg以下級        | 90kg以下級            | 100kg以下級         | 100kg超級           | 無差別            |
| 2002       | 内柴正人 銅メダル | 小見川道浩 銅メダル | 金丸雄介 銀メダル | 秋山成勲 金メダル | 矢嵜雄大 金メダル     | 井上康生 金メダル   | 棟田康幸 金メダル   | 井上康生 金メダル |
| 2006       | 江種辰明 金メダル | 秋本啓之 銅メダル   | 高松正裕 銀メダル | 小野卓志 銅メダル | 泉浩 銅メダル         | 石井慧 銀メダル     | 棟田康幸 金メダル   | 高井洋平 銅メダル |
| 2010       | 平岡拓晃 銀メダル | 森下純平 銅メダル   | 秋本啓之 金メダル | 高松正裕 銀メダル | 小野卓志 金メダル     | 穴井隆将 銀メダル   | 上川大樹 銅メダル   | 高橋和彦 金メダル |
| 年         | 60kg以下級        | 66kg以下級          | 73kg以下級        | 81kg以下級        | 90kg以下級            | 100kg以下級         | 100kg超級           |                   |
| 2014       | 志々目徹 銅メダル | 高上智史 銀メダル   | 秋本啓之 金メダル | 長島啓太 銅メダル | 吉田優也 金メダル     | 熊代佑輔 1回戦敗退  | 王子谷剛志 金メダル |                   |
| 2018       | 志々目徹 銀メダル | 丸山城志郎 銀メダル | 大野将平 金メダル | 佐々木健志 5位    | ベイカー茉秋 銅メダル | 飯田健太郎 金メダル | 王子谷剛志 銅メダル |                   |
| 2022(延期) | 永山竜樹          | 田中龍馬            | 大野将平          | 佐々木健志        | 村尾三四郎            | ウルフアロン        | 影浦心              |                   |
| 2022       | 近藤隼斗 7位      | 田中龍馬 金メダル   | 橋本壮市 銀メダル | 老野祐平 銅メダル | 田嶋剛希 2回戦敗退    | ウルフアロン 5位    | 太田彪雅 5位        |                   |

(出典、JudoInside.com)

### 女子
| 年         | 48kg以下級        | 52kg以下級        | 56kg以下級          | 61kg以下級        | 66kg以下級        | 72kg以下級          | 72kg超級          | 無差別            |
| ---------- | ----------------- | ----------------- | ------------------- | ----------------- | ----------------- | ------------------- | ----------------- | ----------------- |
| 1990       | 江崎史子 金メダル | 植田睦 金メダル   | 川村さおり 5位      | 小林貴子 銀メダル | 藤本涼子 銀メダル | 田辺陽子 金メダル   | 鈴木香 銀メダル   | 田辺陽子 銅メダル |
| 1994       | 田村亮子 金メダル | 武田淳子 銀メダル | 菅原教子 銀メダル   | 恵本裕子 銀メダル | 大石愛子 金メダル | 福場由里子 銅メダル | 鈴木香 銅メダル   | 阿武教子 金メダル |
| 年         | 48kg以下級        | 52kg以下級        | 57kg以下級          | 63kg以下級        | 70kg以下級        | 78kg以下級          | 78kg超級          |                   |
| 1998       | 真壁友枝 金メダル | 永井和恵 銅メダル | 日下部基栄 銅メダル | 木本奈美 銀メダル | 天尾美貴 銀メダル | 阿武教子 7位        | 二宮美穂 銅メダル |                   |
| 年         | 48kg以下級        | 52kg以下級        | 57kg以下級          | 63kg以下級        | 70kg以下級        | 78kg以下級          | 78kg超級          | 無差別            |
| 2002       | 北田佳世 金メダル | 横澤由貴 5位      | 日下部基栄 銀メダル | 谷本歩実 金メダル | 上野雅恵 銅メダル | 松崎みずほ 銀メダル | 新谷翠 5位        | 塚田真希 銀メダル |
| 2006       | 中村美里 銅メダル | 横澤由貴 銅メダル | 佐藤愛子 銀メダル   | 谷本歩実 銅メダル | 上野雅恵 金メダル | 中澤さえ 金メダル   | 薪谷翠 銅メダル   | 立山真衣 銅メダル |
| 2010       | 福見友子 銀メダル | 中村美里 金メダル | 松本薫 金メダル     | 上野順恵 金メダル | 渡邊美奈 5位      | 緒方亜香里 銀メダル | 杉本美香 金メダル | 田知本愛 銅メダル |
| 年         | 48kg以下級        | 52kg以下級        | 57kg以下級          | 63kg以下級        | 70kg以下級        | 78kg以下級          | 78kg超級          |                   |
| 2014       | 山岸絵美 銀メダル | 中村美里 金メダル | 山本杏 金メダル     | 阿部香菜 銅メダル | 新井千鶴 銀メダル | 梅木真美 銅メダル   | 稲森奈見 銀メダル |                   |
| 2018       | 近藤亜美 銀メダル | 角田夏実 金メダル | 玉置桃 金メダル     | 鍋倉那美 金メダル | 新添左季 金メダル | 佐藤瑠香 金メダル   | 素根輝 金メダル   |                   |
| 2022(延期) | 古賀若菜          | 志々目愛          | 芳田司              | 鍋倉那美          | 大野陽子          | 梅木真美            | 素根輝            |                   |
| 2022       | 角田夏実 金メダル | 志々目愛 7位      | 玉置桃 銀メダル     | 高市未来 金メダル | 田中志歩 金メダル | 高山莉加 銀メダル   | 冨田若春 銅メダル |                   |

(出典、JudoInside.com)

### 団体戦
| 年         | 男子                                                                                      | 女子                                                                                      |
| ---------- | ----------------------------------------------------------------------------------------- | ----------------------------------------------------------------------------------------- |
| 2014       | 銅メダル 高上智史 秋本啓之 長島啓太 吉田優也 熊代佑輔                                     | 金メダル 中村美里 山本杏 阿部香菜 新井千鶴 稲森奈見                                       |
| 年         | 男女混合                                                                                  | 男女混合                                                                                  |
| 2018       | 金メダル 舟久保遥香 玉置桃 海老沼匡 田中志歩 新添左季 小林悠輔 山本沙羅 影浦心 王子谷剛志 | 金メダル 舟久保遥香 玉置桃 海老沼匡 田中志歩 新添左季 小林悠輔 山本沙羅 影浦心 王子谷剛志 |
| 2022(延期) | 芳田司 大野将平 大野陽子 村尾三四郎 素根輝 影浦心                                         | 芳田司 大野将平 大野陽子 村尾三四郎 素根輝 影浦心                                         |
| 2022       | 金メダル 玉置桃 大吉賢 田中志歩 桑形萌花 田嶋剛希 老野祐平 高橋瑠璃 太田彪雅              | 金メダル 玉置桃 大吉賢 田中志歩 桑形萌花 田嶋剛希 老野祐平 高橋瑠璃 太田彪雅              |

(出典、JudoInside.com)

## 備考
- 2019年限定で日本代表は「ゴジラジャパン」という愛称で呼ばれることになった[16][17]。
- 1980年のモスクワオリンピック男子代表はボイコットのため大会に出場できなかった[18]。
- 1988年のソウルオリンピック(公開競技)女子代表のうち、57㎏級と72㎏超級は前年の世界選手権で3位以内に入れなかったことにより、出場権を得られなかった[19]。
- 2020年の東京オリンピックは新型コロナウイルスの影響で1年延期となったが、2月に代表内定となった66kg級を除いた全ての階級における代表維持が決定された[20][21]。66kg級だけは2021年の選抜体重別まで代表決定が延期される可能性も示唆されたが[22]、2020年12月に講道館で代表決定戦が行われた[23]。
- 東京オリンピックで金メダル9個を獲得するなど大きな成果を上げたことにより、2024年のパリオリンピック代表にも早期内定制度が導入されることになった[24]。2023年5月の世界選手権で優勝した5名のうち、素根輝以外の選手は6月に早くも内定が与えられた[25]。8月には素根を含めた6名の内定が新たに決まった[26]。
- 1977年の世界選手権は台湾の入国を巡る政治騒動により中止となった。今大会は新階級区分になって初めての世界選手権になる予定だった[27]。
- 1980年と1982年の世界選手権女子72kg超級には選手を派遣しなかった[28]。
- 2003年と2005年の世界選手権の際には国別団体戦が開催されたものの、この2大会はエキシビションであって正式な大会ではない[29]。
- 2008年の世界選手権無差別は男女代表2名以外に、IJFの特別推薦により前年の無差別世界チャンピオンの棟田康幸が出場した。そのため、男子は代表3名となった[30]。
- 2010年と2011年の世界選手権は男女各階級で代表を2名選出できた。無差別のみ4名の選出が可能だった。2011年の世界選手権無差別は石山麻弥がケガで代表を辞退したため、女子は代表3名となった[31][32]。
- 2013年の世界選手権からは7階級で計9名までに代表選手数が制限された。また、この年の団体戦は90㎏級の西山将士が個人戦でケガをしたため、その代役も立てられず4名で戦うことを強いられた[33][34]。
- 2014年の世界選手権では男子史上初めて特定の階級(100kg級)に選手を派遣しなかった[35]。
- 2017年の世界選手権では男子90㎏級と女子63kg級に選手を派遣しなかった[36]。
- 2017年の世界選手権無差別に男子は2名出場したが、女子は朝比奈沙羅のみの出場となった[37]。
- 2014年のワールドマスターズは中止になった[38]。
- 2022年のアジア大会は新型コロナウイルスの影響で2023年に延期となったため、2023年の代表選手は2022年に出場予定だった選手から大幅に変更された。さらに今大会はパリオリンピック代表選考の対象からも除外されることになった[39][40]。